# JC・ラミレス
フアン・カルロス・"JC"・ラミレス（Juan Carlos "JC" Ramírez, 1988年8月16日 - ）は、ニカラグアのマナグア県マナグア出身のプロ野球選手（投手）。右投右打。現在は、メキシカンリーグのサルティーヨ・サラペメーカーズ所属。CPBLでの登録名は「傑斯」。
父親がキューバ人であることから、愛称はクバニート。

## 経歴

### プロ入りとマリナーズ傘下時代
2005年、シアトル・マリナーズと契約。
2006年、傘下のルーキー級ベネズエラン・サマーリーグでキャリアを始める。

### フィリーズ時代
2009年12月16日にクリフ・リーとのトレードで、タイソン・ギリース、フィリップ・オーモンと共にフィラデルフィア・フィリーズへ移籍した。
2012年11月にパナマで行われた第3回ワールド・ベースボール・クラシック(WBC)予選のニカラグア代表に選出された。
2013年6月23日のニューヨーク・メッツ戦でメジャー初登板を果たした。7点ビハインドの8回から登板し、1回を三者三振に抑えた。10月17日にFAとなった。

### インディアンス傘下時代
2013年11月1日にクリーブランド・インディアンスとマイナー契約を結んだ。
2014年は主に傘下のAAA級コロンバス・クリッパーズでプレーした。

### ダイヤモンドバックス時代
2014年12月1日にアリゾナ・ダイヤモンドバックスとマイナー契約を結んだ。
2015年は開幕を傘下のAAA級リノ・エーシズで迎えた。5月10日にメジャー契約を結んだ。6月18日に40人枠を外れる形でAAA級リノへ降格した。メジャーでは12試合にリリーフ登板して1勝1敗、防御率4.11という成績を記録した。

### マリナーズ時代
2015年7月27日に金銭トレードで、マリナーズへ移籍した。9月8日にメジャー契約を結んだ。昇格時に登録名を"JC Ramirez"に変更している。マリナーズでは、リリーフのみで8試合に投げたが、防御率7.56だった。ダイヤモンドバックスとの通算では20試合に投げて1勝2敗・防御率5.32という内容だった。11月6日にダニエル・ロバートソンの獲得に伴って40人枠から外れ、AAA級タコマ・レイニアーズに降格した。

### レッズ時代
2015年11月25日にシンシナティ・レッズとマイナー契約を結んだ。
2016年は開幕を傘下のAAA級ルイビル・バッツで迎えた。4月22日にメジャー契約を結んだ。レッズでは27試合にリリーフ登板したが、1勝3敗1セーブ、防御率6.40という成績だった。

### エンゼルス時代
2016年6月26日にウェイバー公示を経てロサンゼルス・エンゼルスへ移籍した。エンゼルスでは43試合に登板し、防御率2.91・2勝1敗1セーブ・WHIP1.19という成績を残した。レッズとの通算では自己最多の70試合にリリーフ登板し、防御率4.35・3勝4敗2セーブ・22四球・59奪三振・WHIP1.26という成績を記録した。
2017年は初めて先発として起用され、27試合（うち先発は24試合）で11勝10敗、防御率4.15を記録していたが、9月1日に60日間の故障者リストに登録され、シーズンを終えた。
2018年はトミー・ジョン手術を受けたため、1試合の登板のみに終わった。
2019年は7月に復帰登板を果たすも、8月15日にDFAとなり、マイナー契約で傘下のAAA級ソルトレイク・ビーズへ配属された。

### 富邦時代
2020年12月28日に台湾プロ野球の富邦ガーディアンズと契約した。
2021年7月10日に退団することが決まった。同日まで9試合に登板し4勝5敗、防御率3.43をマークしていた。

### メキシカンリーグ時代
富邦退団後の2021年7月17日にリーガ・メヒカーナ・デ・ベイスボルのメキシコシティ・レッドデビルズと契約。3試合に登板して2勝0敗、防御率3.68という成績を残した。

### ツインズ傘下時代
2022年3月30日にミネソタ・ツインズとマイナー契約を結んだ。7月13日に自由契約となった。

## 詳細情報

### 年度別投手成績
| 年 度     | 球 団     | 登 板 | 先 発 | 完 投 | 完 封 | 無 四 球 | 勝 利 | 敗 戦 | セ 丨 ブ | ホ 丨 ル ド | 勝 率 | 打 者 | 投 球 回 | 被 安 打 | 被 本 塁 打 | 与 四 球 | 敬 遠 | 与 死 球 | 奪 三 振 | 暴 投 | ボ 丨 ク | 失 点 | 自 責 点 | 防 御 率 | W H I P |
| --------- | --------- | ----- | ----- | ----- | ----- | -------- | ----- | ----- | -------- | ----------- | ----- | ----- | -------- | -------- | ----------- | -------- | ----- | -------- | -------- | ----- | -------- | ----- | -------- | -------- | ------- |
| 2013      | PHI       | 18    | 0     | 0     | 0     | 0        | 0     | 1     | 0        | 3           | .000  | 116   | 24.0     | 30       | 6           | 15       | 1     | 0        | 16       | 0     | 0        | 22    | 20       | 7.50     | 1.88    |
| 2015      | ARI       | 12    | 0     | 0     | 0     | 0        | 1     | 1     | 0        | 2           | .500  | 63    | 15.1     | 15       | 1           | 4        | 2     | 0        | 11       | 1     | 0        | 7     | 7        | 4.11     | 1.24    |
| 2015      | SEA       | 8     | 0     | 0     | 0     | 0        | 0     | 1     | 0        | 0           | .000  | 43    | 8.1      | 10       | 2           | 7        | 1     | 1        | 5        | 0     | 0        | 7     | 7        | 7.56     | 2.04    |
| '15計     | SEA       | 20    | 0     | 0     | 0     | 0        | 1     | 2     | 0        | 2           | .333  | 106   | 23.2     | 25       | 3           | 11       | 3     | 1        | 16       | 1     | 0        | 14    | 14       | 5.32     | 1.52    |
| 2016      | CIN       | 27    | 0     | 0     | 0     | 0        | 1     | 3     | 0        | 1           | .250  | 139   | 32.1     | 35       | 7           | 9        | 2     | 0        | 28       | 3     | 0        | 24    | 23       | 6.40     | 1.36    |
| 2016      | LAA       | 43    | 0     | 0     | 0     | 0        | 2     | 1     | 0        | 12          | .667  | 196   | 46.1     | 42       | 5           | 13       | 0     | 4        | 31       | 4     | 0        | 17    | 15       | 2.91     | 1.19    |
| '16計     | LAA       | 70    | 0     | 0     | 0     | 0        | 3     | 4     | 0        | 13          | .429  | 335   | 78.2     | 77       | 12          | 22       | 2     | 4        | 59       | 7     | 0        | 41    | 38       | 4.35     | 1.26    |
| 2017      | LAA       | 27    | 24    | 0     | 0     | 0        | 11    | 10    | 0        | 0           | .524  | 620   | 147.1    | 149      | 21          | 49       | 1     | 6        | 105      | 5     | 1        | 72    | 68       | 4.15     | 1.34    |
| 2018      | LAA       | 2     | 2     | 0     | 0     | 0        | 0     | 2     | 0        | 0           | .000  | 33    | 6.2      | 7        | 3           | 7        | 0     | 0        | 4        | 0     | 0        | 8     | 7        | 9.45     | 2.10    |
| 2019      | LAA       | 5     | 0     | 0     | 0     | 0        | 0     | 0     | 0        | 0           | ----  | 34    | 8.0      | 8        | 1           | 1        | 0     | 1        | 4        | 1     | 0        | 4     | 4        | 4.50     | 1.13    |
| 2021      | 富邦      | 9     | 9     | 0     | 0     | 0        | 4     | 5     | 0        | 0           | .444  | 240   | 57.2     | 53       | 4           | 16       | 1     | 1        | 51       | 5     | 0        | 26    | 22       | 3.43     | 1.20    |
| MLB：6年  | MLB：6年  | 142   | 26    | 0     | 0     | 0        | 15    | 19    | 0        | 18          | .441  | 1244  | 288.1    | 296      | 46          | 105      | 7     | 12       | 204      | 14    | 1        | 161   | 151      | 4.71     | 1.39    |
| CPBL：1年 | CPBL：1年 | 9     | 9     | 0     | 0     | 0        | 4     | 5     | 0        | 0           | .444  | 240   | 57.2     | 53       | 4           | 16       | 1     | 1        | 51       | 5     | 0        | 26    | 22       | 3.43     | 1.20    |

- 2021年度シーズン終了時

### 背番号
- 66（2013年、2016年 - 2019年、2021年）
- 56（2015年）

### 代表歴
- 2013 ワールド・ベースボール・クラシック・ニカラグア代表